# Phyllachora xylosmatis
Phyllachora xylosmatis är en svampart som beskrevs av Speg. 1912. Phyllachora xylosmatis ingår i släktet Phyllachora och familjen Phyllachoraceae.   Inga underarter finns listade i Catalogue of Life.